# Olga Orozco
Olga Orozco (Toay, La Pampa; 17 de marzo de 1920 - Buenos Aires; 15 de agosto de 1999) fue una poeta argentina.

## Biografía
Nacida Olga Nilda Gugliotta Orozco, era hija de Carmelo Gugliotta, un siciliano de Capo d'Orlando y de la argentina Cecilia Orozco. Pasó sus primeros años entre Toay (La Pampa) y Buenos Aires. En 1928, la familia se mudó a Bahía Blanca y ocho años más tarde a Buenos Aires. Estudió en la Facultad de Filosofía y Letras de la Universidad de Buenos Aires, donde se recibió de maestra. Desde muy joven fue una de las integrantes del grupo literario surrealista, al cual pertenecían a su vez, entre otros, Oliverio Girondo y Ulises Mezzera.
Trabajó en periodismo empleando varios seudónimos y dirigió, también, algunas publicaciones literarias. Así, colaboró en la revista Canto que dirigía su primer esposo, el poeta Miguel Ángel Gómez y reunía a la llamada Generación de 1940. Por esa época hacía comentarios sobre teatro clásico español y argentino en Radio Municipal; fue actriz teatral (encarnó el personaje de Mónica Videla entre 1947 y 1954) y trabajó en Radio Splendid en la compañía de Nydia Reynal y Héctor Coire. En los años sesenta fue redactora en la revista Claudia y organizó el horóscopo del diario Clarín entre los años 1968 y 1974. 
Formó parte de la generación «Tercera Vanguardia», de marcada tendencia surrealista, y basó su producción poética en la influencia que en ella ejercieran San Juan de la Cruz, Arthur Rimbaud, Gérard de Nerval, Charles Baudelaire, Czeslaw Milosz y Rainer Maria Rilke. Lo más importante de su producción se encuentra en los poemarios, de alguna manera prolongados en un libro de prosas poéticas narrativas La oscuridad es otro sol (1967).
La influencia de los relatos en boca de su abuela María Laureana la llevaron a desarrollar una poética en donde la infancia es una puerta iniciática. Su vínculo con el tarot la lleva a escribir poemas como "Cartomancia" o "Para destruir a la enemiga". Olga Orozco ritualiza cada gesto vinculado con el acto de escribir. Así, por ejemplo, solía repetir en entrevistas que acostumbraba escribir con una piedra en cada mano. Una traída de donde nació su padre, otra de la tierra de su madre y una tercera que le había obsequiado un amigo de la infancia cuando se muda de Toay a Bahía Blanca.
Orozco se caracteriza por una inteligencia sutil que le permite una extraordinaria capacidad para recurrir a los tropos —una característica suya es el uso frecuente y logrado que hace del oxímoron—; también sabe hacer uso de versículos en los que desarrolla una especial y visionaria imaginación pródiga en expresiones, siendo sus temas frecuentes la evocación de la niñez, que asimila con la época del paraíso perdido, la adolescencia - época de la develación - o, en última instancia, el recurso de la memoria en donde el tiempo parece a resguardo y recuperable ante la muerte.
Su gran amor fue el arquitecto Valerio Peluffo, con quien se casó en 1965. Después de la muerte de Peluffo, acaecida en 1990, le dedicó el poema, En la brisa, un momento, que contiene los siguientes versos: 
Ah, si pudiera encontrar en las paredes blancas de la hora más cruel /
esa larga fisura por donde te fuiste, / 
ese tajo que atravesó el pasado y cortó el porvenir, /
acaso nos veríamos más desnudos que nunca, como después de nunca, /
como después del paraíso que perdimos, /
y hasta quizás podríamos nombrarnos con los últimos nombres, /
esos que solamente Dios conoce, /
y descubrir los pliegues ignorados de nuestra propia historia /
cubriendo las respuestas que callamos, /
incrustadas tal vez como piedras preciosas en el fondo del alma.

## Deceso
Orozco falleció de un paro cardíaco a los 79 años el domingo 15 de agosto de 1999 a las 21:20 de la noche en el sanatorio Anchorena, en Buenos Aires.
Desde 1994 funciona en Toay la Casa Museo Olga Orozco, en la que se realizan actividades culturales en torno a la obra de la poeta y en la que se puede consultar su biblioteca.
Su obra tiene proximidad con las de sus compatriotas y coetáneos Enrique Molina y Alberto Girri.

## Premios y reconocimientos
Su obra ha sido traducida a varios idiomas y distinguida con los siguientes premios: 
- «Primer Premio Municipal de Poesía» (1963)
- «Premio de Honor de la Fundación Argentina» (1971)
- «Premio Nacional de Teatro a Pieza Inédita» (1972) por Y el humo de tu incendio está subiendo
- «Gran Premio del Fondo Nacional de las Artes» (1980)
- «Premio Esteban Echeverría»(1981)
- «Gran Premio de Honor» de la SADE (1989)
- «Premio Nacional de Poesía» (1988)
- «Premio Gabriela Mistral» de la OEA (1988)
- «Premio Konex de Platino de la Fundación Konex» (1994)
- «Láurea de Poesía de la Universidad de Turín» (1984)
- «Premio de Literatura Latinoamericana y del Caribe Juan Rulfo» (1998)
- «Premio Konex de Honor» (2004).[8]

| Predecesor: Juan Marsé | Premio FIL de literatura (Premio Juan Rulfo) 1998 | Sucesor: Sergio Pitol |

## Obra
- Mi mejor amiga (1946)
- Las muertes (1952)
- Los juegos peligrosos (1962)
- La oscuridad es otro sol (1967)
- Museo salvaje (1974)
- Veintinueve poemas (1975)
- Cantos a Berenice (1977)
- Mutaciones de la realidad (1979)
- La noche a la deriva (1984)
- Páginas de Olga Orozco (1984) (antología con prólogo de Cristina Piña)
- En el revés del cielo (1987)
- Con esta boca en este mundo (1994)
- También la luz es un abismo (1995)
- Relámpagos de lo invisible (1998) (Antología)
- Eclipses y fulgores (1998) (Antología)
- Últimos poemas (2009)
- El jardín posible (2009) (antología con prólogo de Marisa Negri)
- Poesía completa (2012) (Adriana Hidalgo Editora)
- Yo Claudia (antología de su obra periodística a cargo de Marisa Negri) (2012) (Ediciones en Danza)
- Cantos a Berenice, ilustrado por Martino (2015) (Ediciones en Danza)